# Boddenkamp
Boddenkamp is een wijk in het stadsdeel Centrum in Enschede, in de Nederlandse provincie Overijssel. De wijk ondergaat een grondige herstructurering en is nu een van de populairste wijken van Enschede.

## Geografie
Boddenkamp is een van de negen wijken binnen het stadsdeel Centrum in Enschede. De Boddenkamp wordt omgrensd door de Deurningerstraat, Hengelosestraat, Tubantiasingel en de Boddenkampsingel. De Boddenkamp wordt door de Hengelosestraat in twee delen gedeeld:
- het noordoostelijk deel: voornamelijk wonen en recreëren
- het zuidwestelijk deel: voornamelijk commercie en onderwijs

In de Boddenkamp bevindt zich één park. Daarnaast grenst de wijk aan het G. J. van Heekpark in het Noorden en aan het Volkspark in het zuiden. Boddenkamp wordt gekenmerkt door architectuur van verschillende stijlen en perioden.

## Geschiedenis

### Naamgeving
De wijze waarop de Boddenkamp zijn naam heeft verkregen is niet geheel duidelijk. Voor zover bekend zijn er twee mogelijkheden:

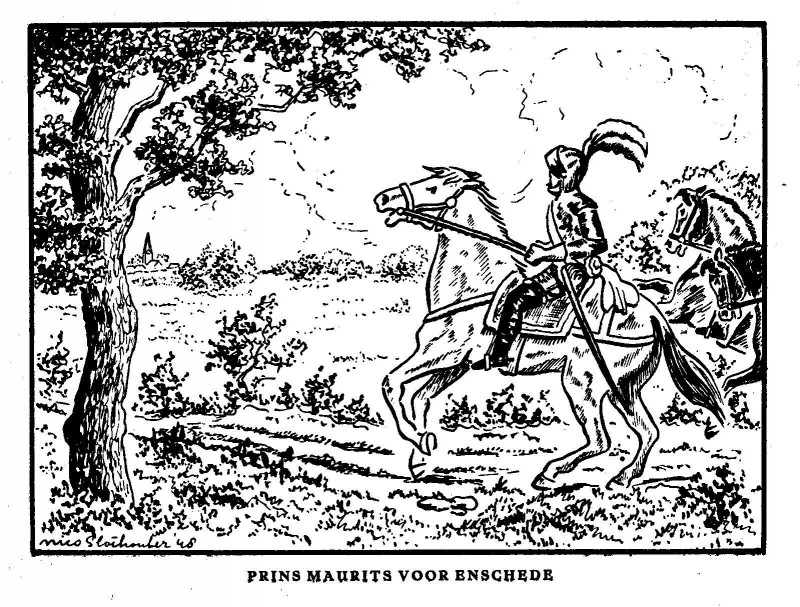
Prins Maurits voor Enschede

De eerste mogelijkheid is dat de naam refereert aan de inname van Enschede door Prins Maurits in 1597. De gevangengenomen roofridders van de Holterhof werden door de prins veroordeeld tot de strop. Deze executie werd uitgevoerd met een galg aan de Kottendijk, waarna zij werden begraven. Op een later moment werden tijdens het ploegen in dit kampenlandschap in de buurt van de kottendijk menselijke botten gevonden. Boddenkamp zou dan ook zijn afgeleid van Bottenkamp.
De tweede mogelijkheid is dat de Boddenkamp in het bezit is geweest van een Enschedese familie Bodde of Budde. Hierbij vermeldt de gemeente zelf dat dit niet officieel is vastgesteld. Ook de gemeente verwijst naar 'Bottenkamp'.

### Ontwikkeling
Nadat in 1811 door de Fransen de ‘mairies’ (nu gemeenten) werden ingesteld, behoorde het grootste deel van de Boddenkamp tot de mairie Lonneker. Pas in 1884, toen de stad Enschede door de industriële revolutie flink was gegroeid, werden de gemeentegrenzen verlegd waardoor de Boddenkamp werd toegevoegd aan de gemeente Enschede. Hoewel Lonneker pas later deel ging uitmaken van de gemeente Enschede, vestigde het Lonneker gemeentebestuur in 1860 haar raadhuis reeds op Enschedees grondgebied. Dit is het enige (voormalig) gemeentehuis in Nederland dat niet binnen de eigen gemeentegrenzen is gebouwd. Het voormalige Lonneker gemeentehuis bestaat nog steeds en is te vinden aan de Hengelosestraat 52.
In 1887 werd de NV Lokaalspoorwegmaatschappij Enschede – Oldenzaal (EO) opgericht. Deze had tot doel het verbinden van een van de Enschedese stations (Enschede GOLS) met een nieuw te bouwen treinstation in Oldenzaal. In 1890 werd deze spoorlijn, die door de Boddenkamp liep, geopend. De spoorlijnen van de GOLS (Geldersch-Overijsselse Lokaalspoorweg-Maatschappij) werden ook wel schaddensporen genoemd. Op dit moment loopt op het voormalige tracé van deze spoorlijn een HOV-baan.
De spoorlijn, die voornamelijk werd gebruikt voor het vervoeren van kolen, liet de Boddenkamp meegaan in de industriële revolutie van Enschede. Zo bouwt S.J. Menko & Zn. in 1903 een stoomweverij op de Boddenkamp ter hoogte van de Kottendijk.

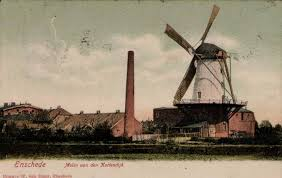
De korenmolen van W.J. Noordendorp

Naast de weverij van Menko stond aan de Kottendijk de korenmolen van bakker W.J. Noordendorp. Hoewel deze (wind) molen pas in 1891 werd gebouwd, besloot Noordendorp hier al in 1894 een stoommachine aan toe te voegen. Net als vele molens in Enschede bestaat de Noordendorp molen niet meer. Al in 1913 werd de molen stilgelegd. Hierna werden de molen en het terrein wat hierbij hoorde, steeds verder opgeslokt door de fabriek van Menko. De laatste restanten werden in 1970 afgebroken. Het enige wat nu nog aan deze molen herinnert is de Noordendorplaan in de Boddenkamp, die naar de molen en zijn eigenaar is vernoemd.

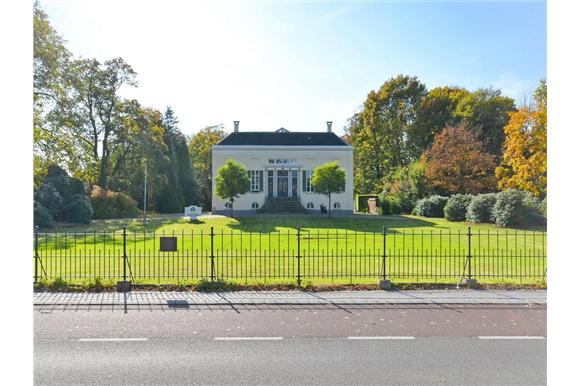
Villa Het Schuttersveld

De stoomweverij van Menko was niet de eerste textiel gerelateerde industrie op de Boddenkamp. In 1834 liet de Belgische jonkheer Charles Louis de Maere op het Landgoed Het Schuttersveld op de Boddenkamp een fabriek voor 30 weefgetouwen en een garenweverij bouwen. Hierna gevolgd door een villa: Landhuis Het Schuttersveld. Landhuis Het Schuttersveld werd in 1842 bezocht door Koning Willem II, met wie jonkheer de Maere was bevriend. Het landhuis bestaat nog steeds en is gevestigd aan de Hengelosestraat 113.
Op 16 mei 1859 wordt het landgoed tezamen met het landhuis Het Schuttersveld door de Maere verkocht aan de firma Gebroeders van Heek, die de activiteiten op Het Schuttersveld aanzienlijk uitbreiden. Ook werd toen de eerste stoommachine op de Boddenkamp geplaatst. De fa. Gebroeders van Heek had een vergunning voor een stoommachine van 10 pk.
Na het faillissement van de Twentse textielindustrie raakten de textielfabrieken op de Boddenkamp in verval. Van het complex van de Gebroeders van Heek staat nog één gevel overeind. Deze vormt de scheiding tussen de Tubantiasingel en het meubelplein Schuttersveld.
Samen met het leegvallen van de textielcomplexen en de melkhal van Coberco begon geleidelijk het verval van de wijk. Inmiddels zijn in beide delen van de wijk verschillende stappen ondernomen om de wijk te herstructureren.
In  het noordoostelijk deel zijn een groot aantal leegstaande industriële panden gesloopt, waarna de grond als bouwkavels is uitgegeven. Daarnaast is een nieuw park aangelegd. Vanwege de gunstige positionering van de wijk en vanwege de aanwezigheid van recreatie, gastronomie, kunst en cultuur is de wijk populair onder jonge hoogopgeleide professionals.
Ook het zuidwestelijk deel heeft een transformatie ondergaan. De eigenaar van de daar gelegen meubelboulevard heeft deze volledig gerestaureerd. Naast de meubelboulevard bevinden zich  in dit deel van de wijk gebouwen van Menzis, Kpn, Rabobank en het ITC, dat tegenwoordig een faculteit van de Universiteit Twente is.

## Cultuur, religie en onderwijs

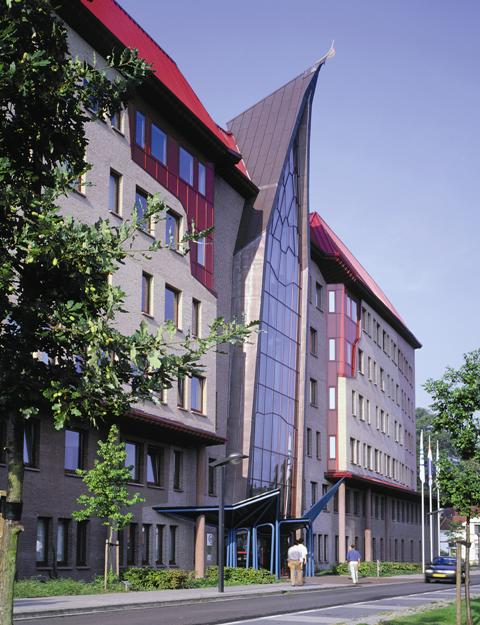
Het ITC aan de Hengelosestraat

Op enkele minuten loopafstand bevinden zich grote culturele instellingen zoals het Rijksmuseum Twenthe, de cultuurmijl en het Nationaal Muziekkwartier. Aan de Boddenkampstraat is een kerk van de vrije evangelische gemeente gevestigd. Verder bevinden zich in Boddenkamp geen religieuze instellingen.
Vooral op gastronomisch gebied is Boddenkamp sterk. Met Japans restaurant TAO, Verso en Het Koetshuis heeft Boddenkamp enkele van de beste Enschedese restaurants in de wijk. Daarnaast zijn er ook verschillende fastfood restaurants, zoals McDonald’s, pizzeria’s en snackbars.
In de Boddenkamp zijn twee opleidingsinstituten gevestigd. In villa de Wigwam is het particuliere Luzac College gevestigd. Aan de Hengelosestraat is de ITC faculteit van de Universiteit Twente gevestigd. De masterstudie Geo-information and Earth observation van het ITC wordt in de Keuzegids Masters 2015 omschreven als "top-class programme". Het pand van het ITC is ontworpen door de bekende Nederlandse architecten Ton Alberts en Max van Huut.

## Architectuur

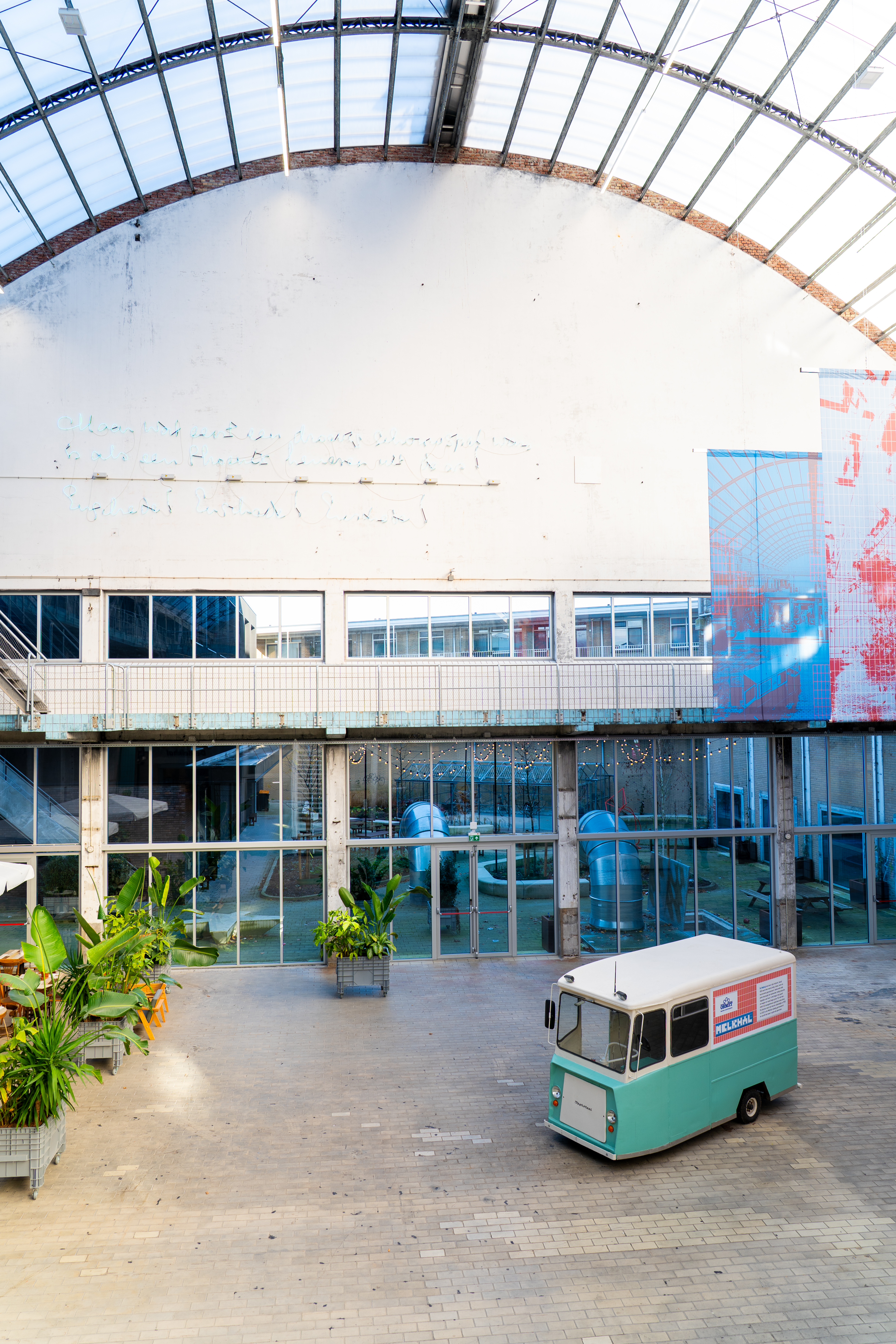
Interieur van de gerestaureerde Melkhal, in gebruik als winkel en restaurant.

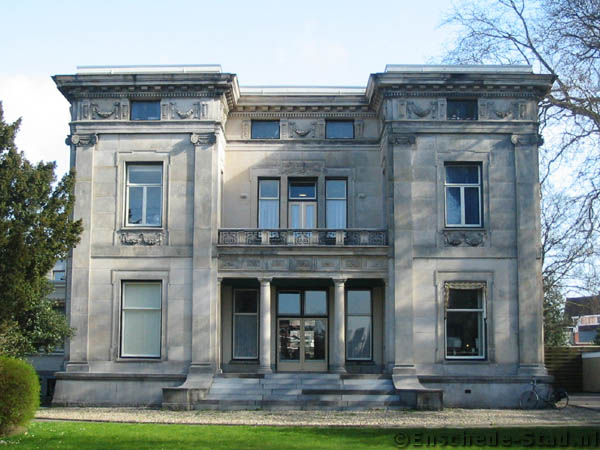
Het Ludwig van Heek huis aan de Hengelosestraat

Boddenkamp kenmerkt zich door een grote diversiteit in architectuur. In Boddenkamp vindt men maar liefst acht Rijksmonumenten. Het oudste gebouw in Boddenkamp (en tevens Rijksmonument) is landhuis Het Schuttersveld. Dit werd in 1843 gebouwd in opdracht van jonkheer Charles Louis de Maere. Hiermee is dit tevens de oudste (textiel) fabrikantenvilla in Enschede. Daarnaast staan aan de Hengelosestraat nog twee Rijksmonumenten, waaronder het huis van Ludwig van Heek.
Het huis van Ludwig van Heek staat aan de Hengelosestraat 40. Deze stadsvilla is in neoclassicistische stijl ontworpen door architect Karel Muller. De buitengevels van het pand zijn bekleed met Bentheimer zandsteen.

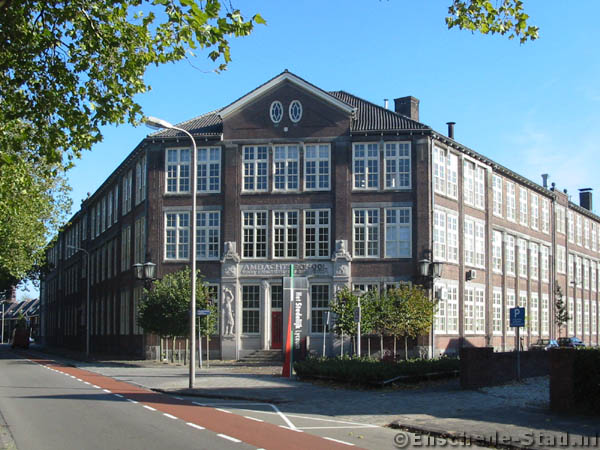
De voormalige Ambachtsschool in Enschede

Naast rijksmonumenten kent Boddenkamp ook gemeentelijke monumenten. Twee hiervan kunnen worden gevonden aan de Boddenkampsingel: fabrikantenvilla ‘De Wigwam’ en de voormalige Ambachtsschool. Nadat het pand van de Ambachtsschool jarenlang heeft leeggestaan, is deze in 2015 aangekocht door Renpart Vastgoed. Het pand is gerenoveerd tot luxe huur-appartementencomplex in het hogere segment. Naast het pand, op de plaats van de vroegere gymzaal van de school wordt een uitbreiding voor nog meer appartementen gebouwd. De oude conciërgewoning wordt ook gerenoveerd en biedt dan plaats aan twee appartementen.
Ook zijn er veel bijzondere panden in Boddenkamp die niet als monument zijn aangemerkt. Aan de Boddenkampsingel staan statige herenhuizen uit de 1920 en ’30 van de twintigste eeuw. In de hierop aansluitende zijstraten vindt men arbeidershuisjes uit het begin van de twintigste eeuw. Hier vindt men fraai gedecoreerde typisch Twentse gevels. Tussen de Kottendijk, HOV-baan en de Hengelosestraat wordt momenteel gebouwd aan een nieuw deel van de wijk. De kavels in de stedelijke inbreidingslocatie hebben een lage beeldregie, waardoor de toekomstige bewoners het uiterlijk van de wijk bepalen.